# 衰老 (生物学)
衰老是指生物体的各項機體功能逐渐恶化。隨著生物體進入衰老階段以及年紀的增長，死亡率也在增加，而且繁殖力也在下降。對於多细胞生物來說，衰老是一生中不可避免的過程，不過可以通過各種手段延緩衰老。环境因素可能会加速老化——例如長期處於紫外线辐射下的環境会加速皮肤老化。身体的不同部位老化速度也會不同。